# Sreća (budizam)
Sukha je sanskritska i pali reč koja označava sreću. U budizmu, sreća je osećaj lakoće, blagostanja i zadovoljstva, može se kretati u rasponu od blage do veoma intenzivne, a može biti trenutna ili trajna.
Njena suprotnost je reč dukkha, koja označava patnju i povezana nepovoljna stanja.

## Etimologija
U uobičajenom smislu, pali reč sukha znači sreća, ugoda, lakoća, kao suprotnost reči dukkha, koja znači patnja, bol, muka, tuga, beda, neugoda. U sanskritu, prefiksi su i dus označavaju dobro ili loše. Reč kha je izvorno označavala rupu na točku na vozilima drevnih Arijevaca, od čijeg kvaliteta je uglavnom zavisila ugodnost vožnje.

## Budino učenje

### Um kao izvor sreće
Buda je govorio da je um preteča svih stvari, a da sreća, "kao nerazdvojna senka", prati one koji sa dobrim naumom govore i rade. Prema Budinom učenju, sreća potiče iz uma, te najveću sreću "od svih stvari" donosi dobro očišćen um:
Monasi, ne znam nijednu drugu stvar koja je toliko puna sreće kao što je to izvežban i često korišćen um. Izvežban i često korišćen um, monasi, prepun je sreće.— Buda
Sreća igra važnu ulogu u meditaciji po tome što doprinosi razvoju stabilne, neusiljene sabranosti. Buda je rekao: "Um koji je srećan postaje sabran".

### Sreća tela i sreća duha
Buda je pravio razliku između sreće tela, koja zavisi od čula, i duhovne sreće, koja nastaje kada postepeno oslobađamo svoj um. 
Postoje dve vrste sreće. Sreća tela i sreća duha. Između te dve vrste sreće veća je sreća duha.— Buda
Neki oblici ovozemaljske sreće za koje je Buda govorio da su legitimni i vredni jesu sreća posedovanja, imetka i lišenosti dugovanja (A.II,68). Osećaj postignuća kada se ističemo u svojoj profesiji i zahvaljujući tome imamo ugodan život može nas veoma usrećiti (D.I,51).
Međutim, savršena sreća se ne može pronaći u svetu čula; on će uvek doneti nezadovoljstvo i smrt. Stvari koje podstiču duhovnu sreću su praktikovanje vrline (D.I,69), pravičnost (A.I,294), smirivanje čula (D.I,69), radost zbog svoji dobrih dela (Dhp.16), kroćenje uma (Dhp.35), mogućnost da volimo iako smo okruženi onima koji mrze (Dhp.197) i spokoj (Dhp.202). Konačno, najviša sreća dolazi od postizanja probuđenja (Dhp.203). Zbog toga, mudar čovek napušta manju sreću i okreće se na većoj. Za razliku od ostalog sveta, mudraci smatraju srećom nestanak ovoga tela:
Za plemenite, nestanak ovoga tela smatra se srećom. To je suprotno od onoga kako na to gleda čitav ostali svet. Ono što drugi zovu srećom, to plemeniti nazavaju patnjom. Ono što drugi nazivaju patnjom, za to su plemeniti utvrdili da je sreća.— Buda

## Spoljašnje veze
- Sukha vaggo (Sreća)
- Kontemplacija sreće